# Štěpán VII.
Štěpán VII. (VIII.) (? Řím – asi 15. března 931? Řím) byl papežem od prosince 928 nebo ledna 929 až do své smrti. Problematika číslování papežů nesoucích jméno Štěpán je vysvětlena v článku Štěpán II.